# Riebiņi
El municipi de Riebiņi (en letó: Riebiņu novads) és un dels 110 municipis de Letònia, que es troba localitzat al sud-est del país bàltic, i que té com a capital la localitat de Riebiņi. El municipi va ser creat l'any 2004 després d'una reorganització territorial.

## Ciutats i zones rurals
- Galēnu pagasts (zona rural)
- Riebiņu pagasts (zona rural)
- Rušonas pagasts (zona rural)
- Silajāņu pagasts (zona rural)
- Sīļukalna pagasts (zona rural)
- Stabulnieku pagasts (zona rural)

## Població i territori
La seva població està composta per un total de 6.331 persones (2009). La superfície del municipi té uns 631,3 kilòmetres quadrats, i la densitat poblacional és de 10,03 habitants per kilòmetre quadrat.